# Nerw skórny przyśrodkowy ramienia

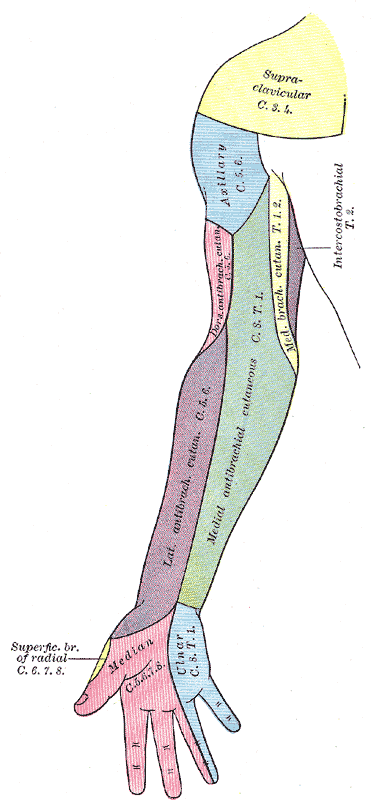
Schemat rozmieszczenia segmentowego nerwów skórnych prawej kończyny górnej. Widok z przodu. Obszar unerwiany przez nerw skórny przyśrodkowy ramienia oznaczony żółtym kolorem i podpisany Med. brach. cutan. T. 1. 2.

Nerw skórny przyśrodkowy ramienia (łac. nervus cutaneus brachii medialis) – w anatomii człowieka nerw należący do gałęzi czuciowych splotu ramiennego, odchodzący z jego pęczka przyśrodkowego (C8, Th1).
Biegnie w jamie pachowej do przodu od mięśnia podłopatkowego i mięśnia najszerszego grzbietu.
Łączy się z nerwem międzyżebrowo-ramiennym, odchodzącym od drugiego nerwu międzyżebrowego. Gałęzie obydwu nerwów przebijają powięź pachową i powięź ramienia.
Nerw skórny przyśrodkowy ramienia unerwia skórę dołu pachowego i strony przyśrodkowej ramienia.
Porażenie nerwu powoduje osłabienie czucia w okolicy pachy i przyśrodkowej części ramienia.